# Judy Landers
Judy Landers (Philadelphia (Pennsylvania), 7 oktober 1959) is een Amerikaanse actrice. 
Ze is de dochter van Ruth Landers en de jongere zus van actrice Audrey Landers. Ze werd groot gebracht in Rockland County, New York. Al op vroege leeftijd was ze geïnteresseerd in turnen en bleef hierdoor altijd een goed figuur behouden. Ze studeerde aan de American Academy of Dramatic Arts, en ging daarna naar de Warren Robertson Dramatic Training School alvorens naar de Juilliard School of Music te gaan.
In 1983 verscheen ze samen met haar zus Audrey op de cover van de Playboy. Ze speelde in verschillende films waaronder Stewardess School (1986), Armed and Dangeres (1986), Ghost Writer (1989), Club Fed (1990) en Dr. Alien (1989). Verder verscheen ze ook in verschillende televisieseries waaronder The A-Team, The Love Boat, Murder, She Wrote, Vega$, Night Court, B.J. and the Bear en Madame’s Place.
Ze trouwde in november 1987 met Tom Niedenfuer, die sportman was en in het baseball team van de Los Angeles Dodgers speelde. Ze kregen twee dochters, Lindsay (1989) en Kristy (1991). Ze wonen nu in Florida.